# Mokum Records
Mokum Records is een Nederlands hardcore house ofwel gabber platenlabel dat in 1993 door Ruud Jacobs van Boudisque werd opgericht en actief was tot eind 1998. In 2004 kwam het hardcorelabel terug door toedoen van toenmalig label manager Fred Berkhout.
Mokum Records is opgericht als komische reactie op Rotterdam Records (Mokum is het Joodse woord voor Amsterdam) en was een zusterlabel van Go Bang! Records en ESP Records. Het label was actief tot eind 1998 toen het moederlabel Roadrunner Records besloot te stoppen met vinyl.
In 2004 besloot Fred Berkhout terug te komen met dit hardcorelabel, deze keer als onafhankelijk label. A&R manager werd Chosen Few (Francois Prijt), een van de hoofdartiesten van Mokum.

## Artiesten
In totaal zijn er 54 artiesten verbonden aan Mokum Records. De bekendste staan hieronder kort weergegeven.
| Land             | Artiest             |
| ---------------- | ------------------- |
| Engeland         | Annihilator         |
| Nederland        | Buzz Fuzz           |
| Nederland        | Chosen Few          |
| Italië           | Claudio Lancinhouse |
| Nederland        | Dano                |
| Nederland        | Flamman & Abraxas   |
| Nederland        | Hakkûhbar           |
| Verenigde Staten | Lenny Dee           |
| Nederland        | Party Animals       |
| Verenigde Staten | Rob Gee             |
| Nederland        | The Prophet         |